# St. Joseph (Scheuren)

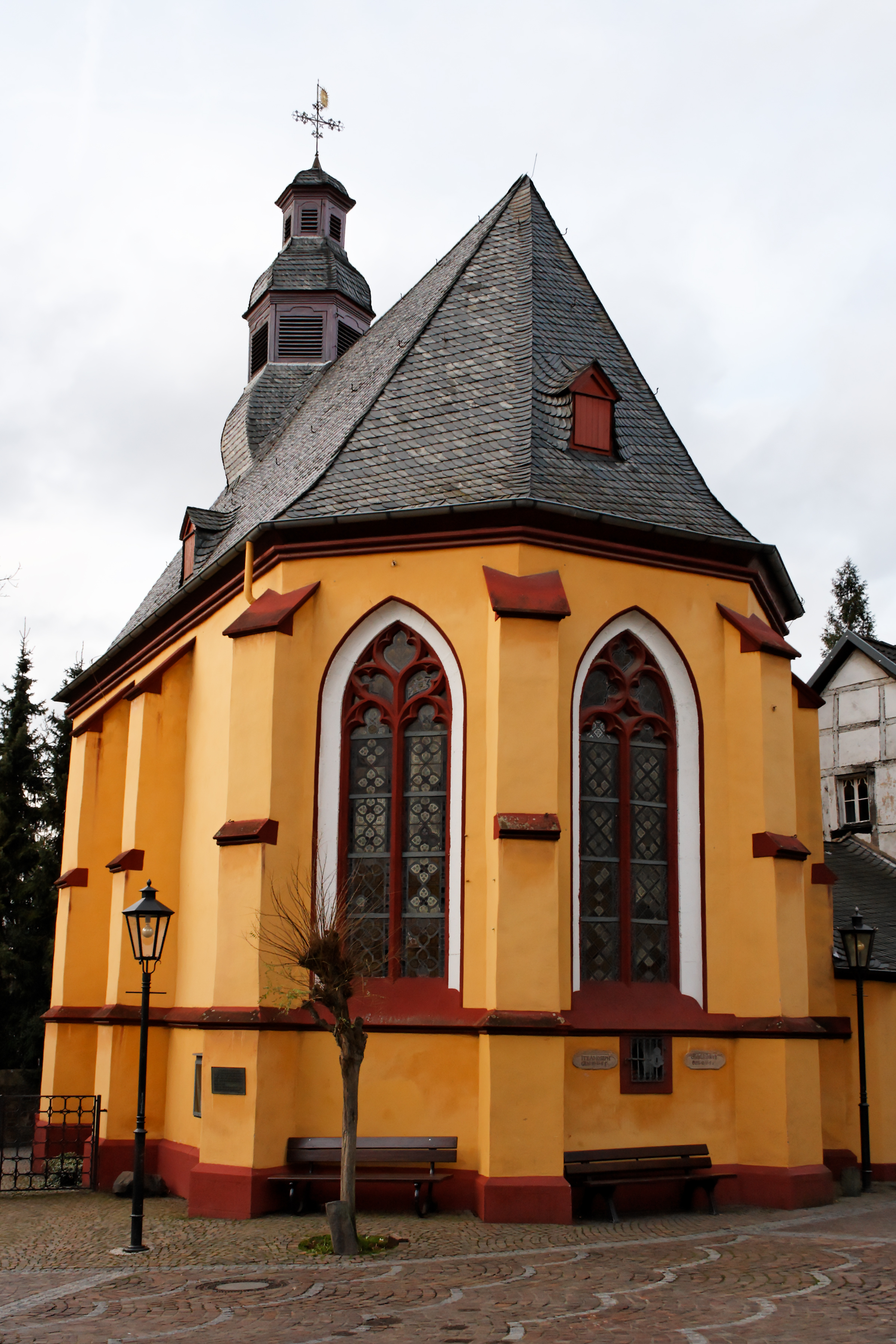
Kapelle St. Joseph in Scheuren

Die katholische Kapelle St. Joseph in Scheuren, einem Ortsteil der Stadt Unkel im Landkreis Neuwied in Rheinland-Pfalz, wurde um 1500 errichtet. Die dem heiligen Joseph geweihte Kapelle ist ein geschütztes Kulturdenkmal.

## Geschichte
Die 1552 erstmals erwähnte Kapelle wurde um 1500 erbaut und fiel bereits 1583 dem Truchsessischen Krieg zum Opfer. 1680 bis 1683 wurde die Kapelle im alten Ortskern unter dem Vikar Gottfried Eschenbrender, einem Verwandten des Kölner Domkapitulars Andreas Eschenbrender, wiederaufgebaut.

## Architektur
Der Chor mit einem 3/8-Schluss blieb beim Wiederaufbau erhalten. Das ursprünglich flach gedeckte Kirchenschiff wurde 1910 mit einem Kreuzrippengewölbe versehen. Auf dem Satteldach sitzt ein barocker Dachreiter mit Klangarkaden. Das Bauwerk hat ringsum zweifach abgesetzte Strebepfeiler.

## Ausstattung
Die Kapelle besitzt einen wuchtigen Barockaltar vom Ende des 17. Jahrhunderts. Er wurde vom Attendorner Bildhauer Peter Sasse geschaffen. Johann Franz Neffgen stiftete den Altar, sein Wappen wird von zwei Engeln flankiert, die Bundeskanzler Adenauer der Kapelle schenkte. Der Altar zeigt die Menschwerdung Christi. Im oberen Altarbild ist die Vermählung Mariens mit Joseph dargestellt. Daneben stehen der heilige Rochus und der heilige Sebastian (Pestheilige, sie erinnern an das Peststerben im Rheinland um 1666). Das untere Altarbild zeigt – gemäß dem Patrozinium – die Heimsuchung Mariens. Seitlich davon stehen der heilige Joachim und die heilige Anna. Sie werden mit dem Rankenwerk in die theologische Erzählung mit eingebunden. Zentraler Höhepunkt ist der Tabernakel mit einem barocken Aufsatz.
Linksseitig in die Wand eingelassen ist eine Darstellung des heiligen Joseph, die noch aus einer der Deckenkonsole des Vorgängerbaus stammt.
Die Madonnenfigur stammt aus der Kirche St. Pantaleon in Unkel.
Im Jahr 1986 wurde eine Orgel (Serienpositiv mit sechs Registern) aus der Werkstatt des Kevelaerer Orgelbauers Romanus Seifert angeschafft. Sie stammt aus dem ehemaligen St. Anno-Kloster in Bad Honnef.
Im Heiligen Jahr 1950 erhielt die Kapelle zwei Bronzeglocken von der Glockengießerei Otto aus Bremen-Hemelingen. Sie sind dem hl. Joseph und der Gottesmutter geweiht. Sie erklingen mit a² und h².